# アンリエット・カンパン
ジャンヌ=ルイーズ=アンリエット・カンパン (Jeanne-Louise-Henriette Campan, 旧姓 Genet, 1752年10月6日、パリ - 1822年3月16日、マント) は、フランスの教育者、作家、従女。通称、 カンパン夫人 。フランス革命前からその最中においてマリー・アントワネットに仕え、その後1807年にナポレオンに任命されレジオン・ドヌール女学校の初代校長を務めた。

## 経歴
エドム=ジャック・ジュネとマリ=アンヌ=ルイーズ・カルドンの娘として誕生。父親は外務省の最高書記官であり（大使のシチズン・ジュネは彼女の弟）、財産はなかったが、最も教養のある社交界に身を置いていた。15歳までに、彼女は英語とイタリア語を話すことができ、1768年にルイ15世の娘たち（ヴィクトワール、ソフィー、ルイーズ）の最初の講師に、そして1770年にマリー・アントワネットの最初の従女に任命されるほど、学業成績で高い評価を得ていた。
宮廷での評判は高く、1774年に廷臣の息子であるピエール=ドミニク=フランソワ=ベルトレー・カンパンと結婚、王は彼女に持参金として5,000リーブルの年金を与えた。結婚生活は折り合いが悪く、夫婦は1790年に別居した。彼らにはアンリという息子がいた。カンパンは1786年にマリー・アントワネットによって部屋付第一侍女に昇進、1792年8月10日のテュイルリー宮殿の襲撃まで王妃に付き添い続けた。